# 萊克紹爾 (加利福尼亞州弗雷斯諾縣)
萊克紹爾（英語：Lakeshore）是位於美國加利福尼亞州弗雷斯諾縣的一個非建制地區。該地的面積和人口皆未知。

## 地理
萊克紹爾的座標為36°15′11″N 119°10′29″W / 36.25306°N 119.17472°W，而該地的平均海拔高度為2132米（即6995英尺）。